# Parafia Podwyższenia Krzyża Świętego w Jeziorsku
Parafia Podwyższenia Krzyża Świętego w Jeziorsku – parafia rzymskokatolicka, znajdująca się w diecezji włocławskiej, w dekanacie warckim.